# Concrete and Gold
Concrete and Gold je deváté studiové album americké rockové hudební skupiny Foo Fighters. Vydáno bylo 15. září 2017 u společnosti RCA Records. Produkce se ujal Greg Kurstin, který má zkušenosti především s popovou hudbou. Právě to byl podle frontmana Dave Grohla záměr, Grohlovi totiž při nahrávání šlo o „vytvoření gigantické rockové nahrávky, ale s citem Grega Kurstina pro melodii a aranže“. O smíchání alba se postaral Darrell Thorp.

## Seznam skladeb
| Pořadí         | Název                        | Délka |
| -------------- | ---------------------------- | ----- |
| 1.             | T-Shirt                      | 1:22  |
| 2.             | Run                          | 5:23  |
| 3.             | Make It Right                | 4:39  |
| 4.             | The Sky Is a Neighborhood    | 4:04  |
| 5.             | La Dee Da                    | 4:02  |
| 6.             | Dirty Water                  | 5:20  |
| 7.             | Arrows                       | 4:26  |
| 8.             | Happy Ever After (Zero Hour) | 3:41  |
| 9.             | Sunday Rain                  | 6:11  |
| 10.            | The Line                     | 3:38  |
| 11.            | Concrete and Gold            | 5:31  |
| Celková délka: | Celková délka:               | 48:17 |

## Obsazení
- Dave Grohl – zpěv, kytara
- Chris Shiflett – kytara
- Pat Smear – kytara
- Nate Mendel – baskytara
- Taylor Hawkins – bicí, zpěv v písni „Sunday Rain“
- Rami Jaffee – klávesy

Technická podpora
- Greg Kurstin – produkce
- Darrell Thorp – mix